# Isabella Bird
Isabella Bird   (Boroughbridge, 15 d'octubre de 1831 - Edimburg, 8 d'octubre de 1904) -el seu cognom de casada era Bishop- va ser una exploradora, escriptora, fotògrafa i naturalista anglesa del segle xix. Ella, al costat de Fanny Jane Butler, va fundar l'hospital John Bishop Memorial a Srinagar. Va ser la primera dona a formar part de la Royal Geographical Society.

## Primers anys
Bird va néixer el 15 d'octubre de 1831 a Boroughbridge, North Yorkshire, llar de la seva àvia materna. Els seus pares eren el reverend Edward Bird i Dora Lawson. El seu pare va ser el primer capellà de Boroughbridge, on començà l'any 1830, i on va conèixer la seva dona. Després va ser nomenat coadjutor de Maidenhead i l'any 1834 la família es va mudar a Tattenhall, Cheshire. Les polèmiques d'Edward Bird contra el treball del diumenge van fer que la seua congregació disminuís, i el 1842 va demanar que el transferiren a St. Thomas a Birmingham. L'any 1848, Isabella Bird i la seua família van establir la residència a Wyton, Huntingdonshire (que actualment és Cambridgeshire) després d'haver passat temps a Eastbourne.
Isabella Bird tenia una salut delicada que la feia patir greus dolors d'esquena que no li permetien fer vida normal. El seu pare, mirant de trobar millora per a les dolències de la seva filla va fer instal·lar la família durant sis mesos a Escòcia. Aquest seria el primer viatge d'Isabella, i li va provar.

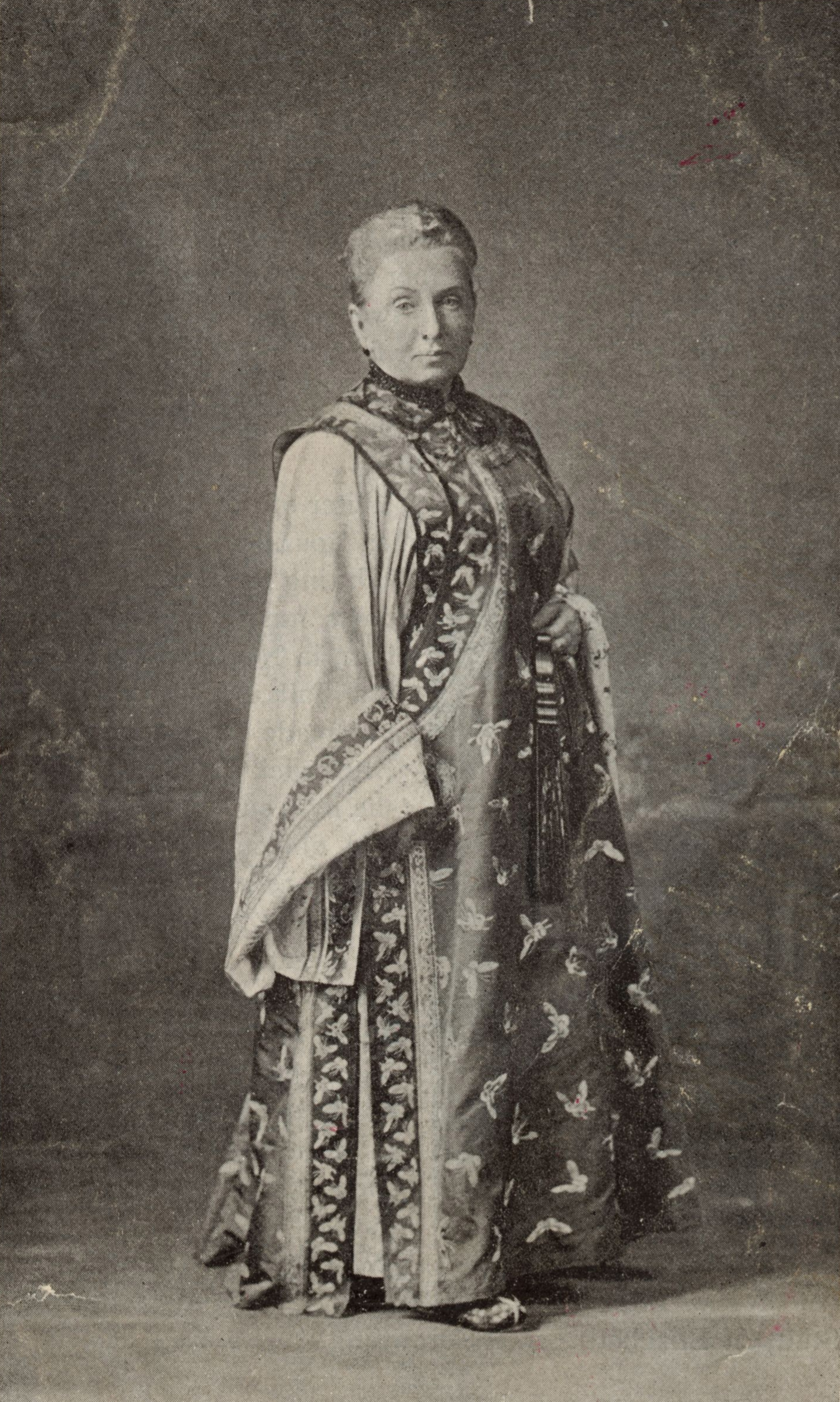
Isabella usant robes manxurianes en un viatge a través de la Xina

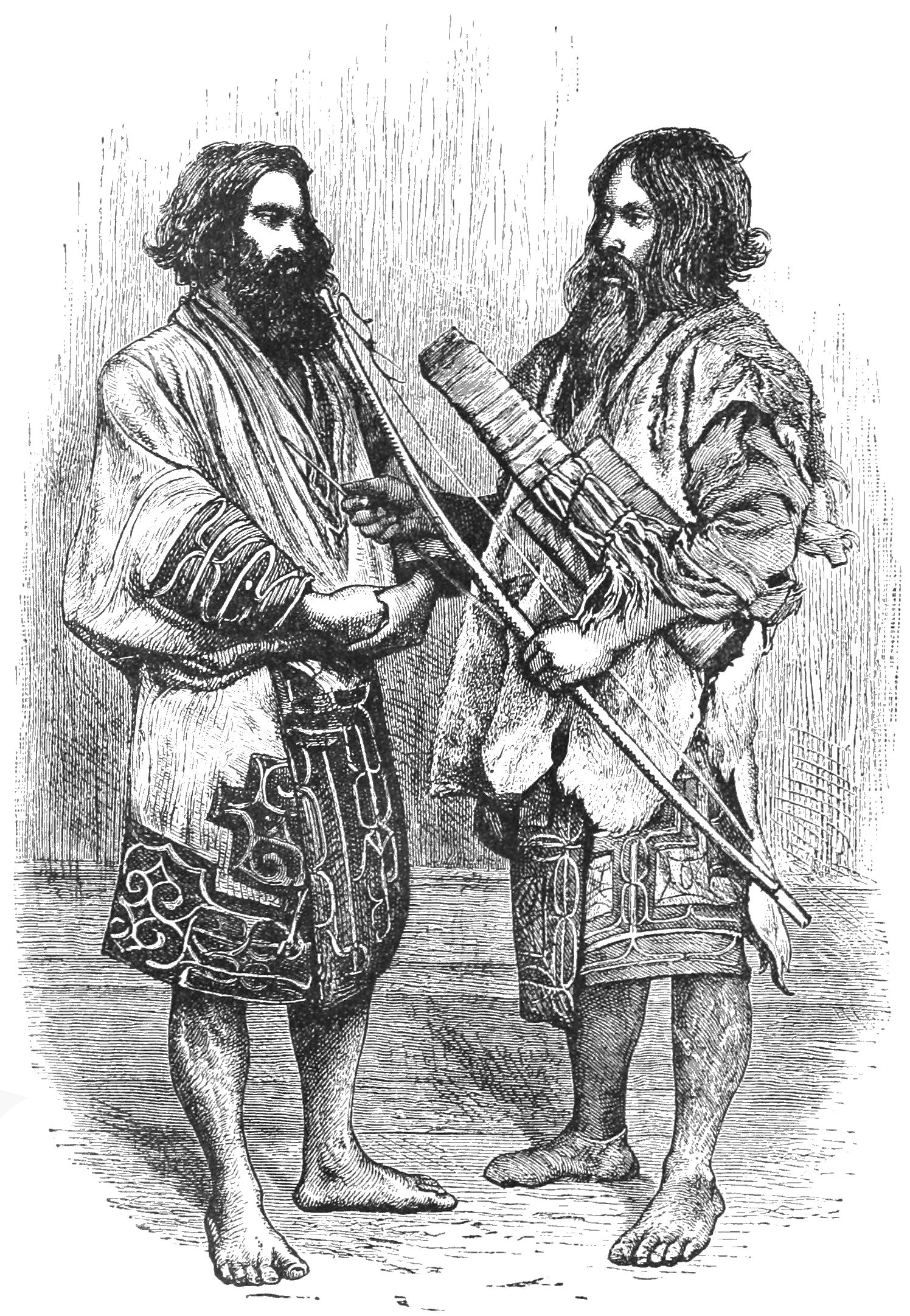
Il·lustració de dos Ainu, original del seu text dUnbeaten Tracks in Japan

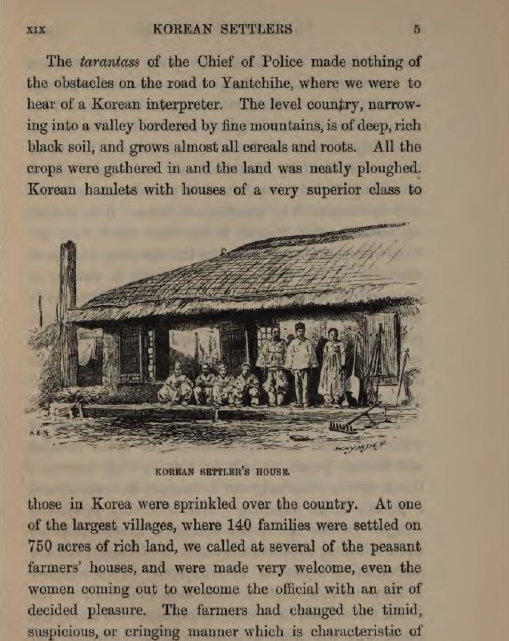
Korea and Her Neighbours (1898)

## Viatges
Només començar a viatjar se li va obrir un món nou.
| «                                                    | És com si visqués en un món nou, tan lliure, tan vivificant, tan despreocupat, tan ple d'interès que sap greu fins i tot anar a dormir. | » |
| — Isabella Bird, Cartes a la seva germana, Henrietta | |   |

Bird es va dirigir a l'illa del Príncep Eduard, al Canadà, des d'on seguí fins a arribar a la ciutat de Nova York. The Englishwoman in America seria el seu primer llibre de viatges.
Després de tornar a casa i viure la mort dels pares, tornà a marxar per dirigir-se a Melbourne, Austràlia, i després a les illes Hawaii (conegudes a Europa com les illes Sandwich), que van donar peu al seu segon llibre (publicat tres anys després). Mentre estava allà va pujar a Mauna Kea i Mauna Loa. Després es va dirigir a la vall d'Estes Park, a Colorado, on havia sentit que l'aire era excel·lent per als malalts. Vestida de manera pràctica i muntada no en cadira, sinó cap endavant com un home, va recórrer més de 800 quilòmetres a les muntanyes Rocoses el 1873. Les cartes a la seva germana, impreses per primera vegada a la revista The Leisure Hour, van constituir el quart llibre de Bird i potser el més famós, A Lady's Life in the Rocky Mountains.
Allà va conèixer Jim Nugent, "Rocky Mountain Jim", un llibre de text proscrit amb un sol ull i una certa disposició a la violència i la poesia, que temps després li declararia el seu amorː "un home a qui qualsevol dona podria estimar, però amb el qual cap dona sana podria casar-se". Nugent va ser assassinat a trets menys d’un any després.
Es va interessar pel Japó a través de My Circular Notes, 1876, de John Francis Campbell, i va demanar consell a Colin Alexander McVean, ex topògraf de l'Oficina d'enquestes del Japó, el febrer de 1878. Després va tornar a viatjar, aquesta vegada a Àsia: Japó, Xina, Corea, Vietnam, Singapur i Malàisia. Quan la seva germana va morir de tifus, el 1880, Bird va acceptar la proposta de matrimoni de John Bishop. Es van casar el febrer de 1881 i, més tard, aquell mateix any, va rebre la Royal Order of Kapiolani pel rei Kalākaua de Hawaii. La salut de Bird va fer un tomb greu, però, a part d’un període d’escarlatina el 1888, es va recuperar després de la mort de John Bishop, el 1886, moment en què va heretar una gran quantitat d’ingressos. Sentint que els seus viatges anteriors havien estat irremeiablement diletants, Bird va estudiar medicina i va decidir viatjar com a missionera. Tot i tenir gairebé 60 anys, va partir cap a l'Índia.

## Darrers anys
En arribar al subcontinent el febrer de 1889, Bird va visitar missions a l’Índia, va visitar Ladakh, a les fronteres del Tibet, i després va viatjar a Pèrsia, Kurdistan i Turquia. A l'Índia, el maharajà del Caixmir li va donar un tros de terra per construir un hospital amb seixanta llits i un dispensari per a dones; allà va treballar amb Fanny Jane Butler per fundar el John Bishop Memorial Hospital en record del seu marit, que havia deixat fons per a aquest propòsit en el seu testament. L’any següent es va unir a un grup de soldats britànics que viatjaven entre Bagdad i Teheran. Va romandre amb el comandant de la unitat durant la seva tasca d’investigació a la regió, armada amb el seu revòlver i un cofre de medicaments subministrat per la companyia de Henry Wellcome a Londres, possiblement un primer exemple de patrocini corporatiu. A través de Balutxistan arribà fins a Pèrsia i Armènia, explorant la font del riu Karun. Més tard, aquell mateix any, va pronunciar un discurs en una sala de comitès de la Cambra dels Comuns sobre la persecució dels cristians al Kurdistan, en què havia fet representacions davant el gran visir de l’Imperi Turc.
Present en diaris i revistes durant dècades, Bird ja s'havia convertit en un nom conegut. El 1890 va esdevenir la primera dona guardonada amb la beca honorària de la Royal Scottish Geographical Society. Dos anys més tard, es va convertir en la primera dona autoritzada a ingressar en la Royal Geographical Society i fou elegida membre de la Royal Photographic Society el 12 de gener de 1897. El seu gran viatge final va tenir lloc el 1897, quan va viatjar pels rius Iang-Tsé i Han a la Xina i Corea, respectivament. Més endavant, va anar al Marroc, on va viatjar entre els berbers i va haver d'utilitzar una escala per muntar el seu semental negre, un regal del sultà.

## Mort
Pocs mesos després de tornar d'un viatge al Marroc, mentre planejava un altre viatge a la Xina, Bird va caure malalta i va morir a casa seva, a Edimburg, el 7 d'octubre de 1904. Va ser enterrada amb la seva família al cementiri Dean, a l'oest de la ciutat.

## Llegat
La Torre del rellotge de Tobermory, a l'illa de Mull, a les Hèbrides interiors escoceses, fou construïda amb fons donats per Isabella Lucy Bird
La primera biografia de Bird va ser escrita per Anne M Stoddart i publicada el 1907.
Caryl Churchill va utilitzar Bird com a personatge a la seva obra Top Girls (1982). Gran part del diàleg escrit per Churchil

## Obra
- The Yangtze Valley and Beyond, d'Isabella BirdThe Englishwoman in America (1856)

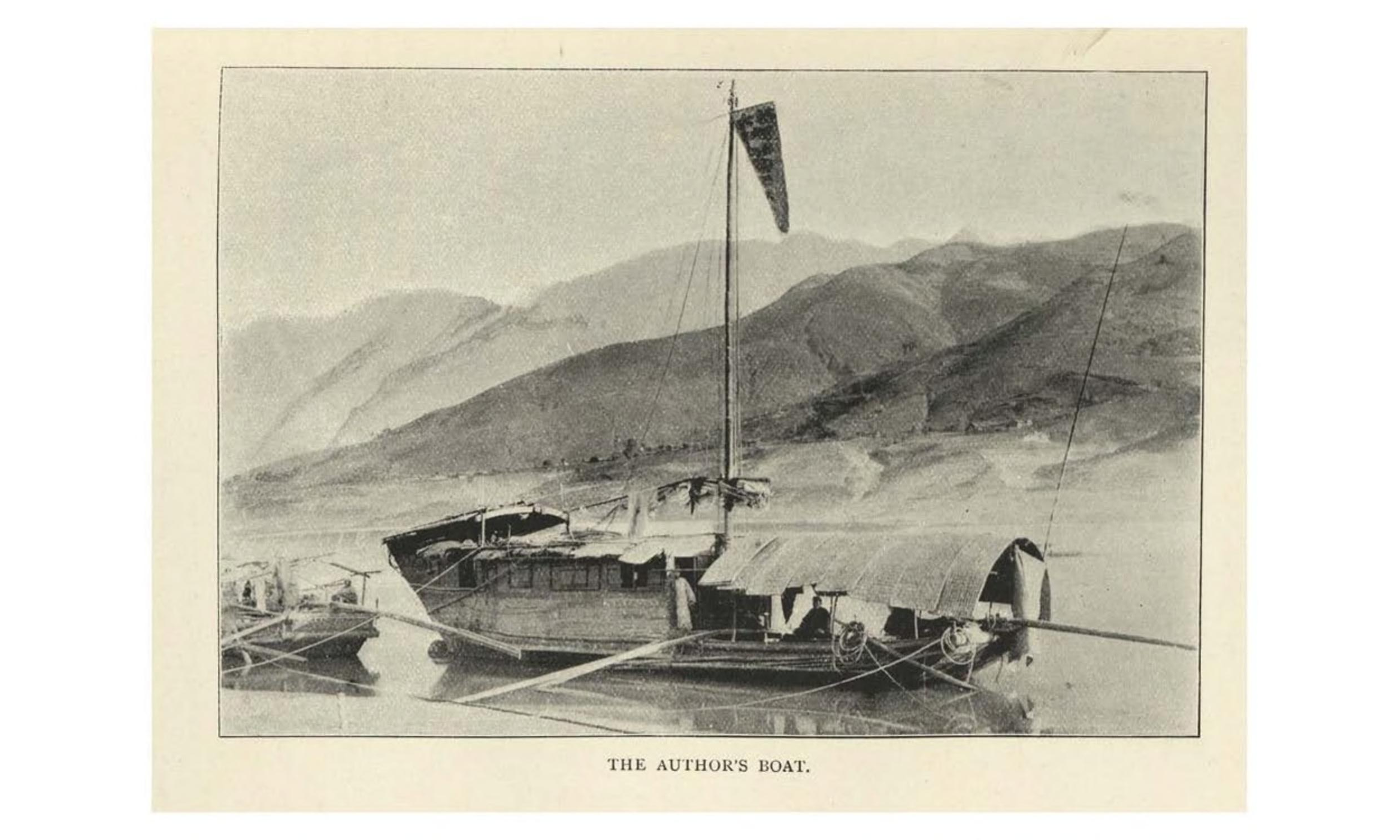
The Yangtze Valley and Beyond, d'Isabella Bird

- The aspects of religion in the United States of America (1859)
- Pen and Pencil Sketches Among The Outer Hebrides (published in The Leisure Hour) (1866)
- Notes on Old Edinburgh (1869)
- The Hawaiian Archipelago (1875)
- The Two Atlantics (published in The Leisure Hour) (1876)
- Australia Felix: Impressions of Victoria and Melbourne (published in The Leisure Hour) (1877)
- A Lady's Life in the Rocky Mountains (1879)[12]
- Unbeaten Tracks in Japan (1880) Volume 1[13]
- Sketches In The Malay Peninsula (published in The Leisure Hour) (1883)
- The Golden Chersonese and the Way Thither New York: G. P. Putnam's Sons, 1883 at A Celebration of Women Writers[14][15]
- A Pilgrimage To Sinai (published in The Leisure Hour) (1886)
- Journeys in Persia and Kurdistan (1891), volume 1
- Among the Tibetans (1894) Available online Arxivat 2014-12-29 a Wayback Machine. from the University of Adelaide, Australia. Also Available online from The Project Gutenberg
- Korea and her Neighbours (1898) , volume 1, volume 2
- The Yangtze Valley and Beyond (1899)
- Chinese Pictures: notes on photographs made in China (New York : C. L. Bowman, 1900)
- Notes on Morocco (published in the Monthly Review) (1901)